# Mario Curletto
Mario Curletto (Livorno, 13 settembre 1935 – Livorno, 22 dicembre 2004) è stato uno schermidore, maestro di scherma e dirigente sportivo italiano, specializzato nel fioretto.
Ha iniziato a tirare di fioretto da ragazzino sotto la guida dello zio, il grande Maestro di scherma Athos Perone presso il Circolo Scherma Fides di Livorno. Dopo un'eccellente carriera a livello giovanile, con partecipazioni ai Mondiali Giovani – Cremona 1954, Budapest 1955, Lussemburgo 1956 –  entrò in Nazionale assoluta e partecipò ai Campionati mondiali di scherma dal 1958 al 1961, vincendo nel '58 a Filadelfia la medaglia di bronzo a squadre. Nel 1960 e nel 1962 è stato Campione d'Italia assoluto di fioretto. Alle Olimpiadi di Roma 1960, Curletto ottenne la più grande soddisfazione della sua carriera: l'argento a squadre nel fioretto; insieme a lui Aldo Aureggi, Luigi Carpaneda, Edoardo Mangiarotti e Alberto Pellegrino. Nel 1964 partecipò ai Giochi Olimpici di Tokyo, con minor successo. Il 26 settembre del 1960 è stato nominato Cavaliere della Repubblica. All'inizio degli anni '60 si trasferì con la moglie Gabriella a Piombino e dette impulso al Circolo Scherma Piombino dal quale uscirono il nazionale Paolo Parietti, il nazionale giovanile Fabrizio Di Rosa e il Maestro Lio Bastianini, negli anni a seguire amico e compagno di lavoro.
Dal 1969 al 1976 è stato presidente di giuria internazionale ai Campionati Mondiali e alle Olimpiadi di Monaco di Baviera (1972), dove giudicò la finale per l'oro tra l'ungherese Jenő Kamuti e il polacco Witold Woyda, e presidente di giuria alle Olimpiadi di Montréal (1976). Dal 1972 al 1976 è stato l'allenatore della nazionale italiana di fioretto. Dal 1993 al 1996 è stato invece Consigliere nazionale per la scherma e referente per la sciabola. Dal 1997 fino alla scomparsa è stato membro della Commissione arbitrale e presidente del Comitato Provinciale FIS di Livorno. Nel 1999 è stato insignito della Stella d'argento e successivamente della Stella d'oro al merito sportivo dal CONI.
A metà degli anni ottanta Curletto ritornò a Livorno a dirigere il Circolo Scherma Fides e nel 1994, insieme con il Maestro Bastianini e altri amici, fondò il Circolo Scherma intitolato allo zio Athos Perone con la carica di direttore tecnico. La società ha chiuso nel 2004 la sua decennale attività riunificandosi con il Circolo Scherma Fides e, soprattutto, conquistando l'oro Olimpico con Aldo Montano, allievo e pupillo di Curletto per 14 anni.
Nel 2005 in Palazzo Vecchio a Firenze, l'assessore Giani ha premiato oltre 200 dirigenti sportivi (di società, del CONI e di Federazioni e Discipline associate) nel corso della "Giornata del Dirigente" promossa dal CONI regionale.  Un riconoscimento speciale è stato assegnato alla figura di Mario Curletto.
Dal 2005 a Piombino i grandi amici della scherma hanno istituito il Memorial Mario Curletto all'interno del Trofeo Athos Perone, un riconoscimento che viene assegnato a un protagonista del mondo della scherma che si sia particolarmente distinto nel corso dell'anno precedente.  In questi anni il premio è stato assegnato ad importanti campioni come il fiorettista Andrea Baldini (2005) e la pluripremiata Margherita Granbassi (2006). Nel 2007 ottiene l'elogio Cesare Salvadori, ex schermidore olimpico e Presidente del Comitato organizzatore del Campionato mondiale di scherma 2006 a Torino, amico in pedana e fuori di Mario Curletto, mentre nel 2008 il premio è stato dato ad Antonio Di Ciolo, Maestro del Circolo scherma di Pisa che porta il suo stesso nome, Maestro di numerosi campioni regalati alla scherma e non per ultimo grande amico sui luoghi di gara, e non solo, di Mario Curletto. Nel 2009 il Comitato Organizzatore ha deciso di assegnare il 5° Trofeo Memorial alla pluricampionessa Margherita Zalaffi la cui filosofia, che si sposa in pieno con quella di Mario Curletto, è quella di allenare ottimi atleti ma soprattutto quella di trasmettere loro valori importanti per raggiungere nobili traguardi sia in campo sportivo, sia nella vita di sempre. Nel 2010 il premio è stato dato all'allievo "di sempre", Aldo Montano. Grande emozione alla consegna del 6° Memorial, il Circolo Scherma Piombino ha infatti voluto consegnare il riconoscimento a Montano che, con grande commozione, ha ricordato l'importante figura del Maestro. “Il premio che abbiamo deciso di assegnare ad Aldo – spiegano dal Comitato organizzatore - è sicuramente merito dei risultati ottenuti, fra tutti la medaglia d'oro alle Olimpiadi di Atene 2004, ma assume un valore aggiunto dato che raccontiamo di lui non solo come schermitore che ha raggiunto sulle pedane obiettivi importanti, ma anche per la sua spontaneità, la serietà, e soprattutto la capacità con la quale è riuscito a far tesoro di tutti quegli insegnamenti ricevuti da Mario Curletto e da coloro che gli sono stati vicini” (Fonte F.I.S).

## Palmarès
In carriera ha ottenuto i seguenti risultati:
Giochi olimpici
Individuale
A squadre
- Argento nel fioretto a Roma 1960

Mondiali
Individuale
A squadre
- Bronzo nel fioretto a Filadelfia 1958

Campionati italiani
Individuale
- Oro nel fioretto nel 1960
- Oro nel fioretto nel 1962

A squadre